# ناهید امیریان شمس‌آبادی
ناهید امیریان (زاده ۱۰ آبان ۱۳۳۳، تهران) صداپیشه، دوبلور و گوینده رادیو ایرانی است.

## زندگی
در سال ۱۳۳۸ و از سن پنج سالگی توسط پدرش، رضا امیریان، وارد عرصه دوبله شد و گویندگی فیلم را زیر نظر ایرج دوستدار و هوشنگ لطیف‌پور در استودیوهای مولن روژ، شهاب و سایه آغاز کرد. والدین وی هر دو در تئاتر فعالیت داشته و او را از اوان کودکی همراه خود به محل کار می‌بردند.
هنوز خواندن و نوشتن نیاموخته بود که دوبلورها دیالوگ را به او می‌گفتند و امیریان آن را حفظ می‌کرد و می‌گفت. حتی چند قوطی فیلم زیر پایش می‌گذاشتند تا قد او به میکروفن برسد و بتواند گویندگی کند.
او از سال ۱۳۶۶ مقیم سوئد شد تا در کنار فرزندانش باشد، اما یک دهه بعد به ایران بازگشت و فعالیت‌اش در دوبله را از سر گرفت.
او به همراه زهره شکوفنده، شهرام شکوفنده و منیژه نویدی از نخستین و فعال‌ترین بچه‌گویان دوبله ایران به‌طور حرفه‌ای بوده‌است.

### رادیو
امیریان در رادیو نیز به فعالیت پرداخته‌است. از مهم‌ترین کارهای رادیوئی‌اش داستان‌های رادیو بود که همراه با بهزاد فراهانی، هوشنگ بهشتی و ژاله علو اجرا شده‌است.
همچنین صدای او در نوار قصه‌های بسیاری شنیده می‌شود، مانند ۴۸ داستان که از برجسته‌ترین آنهاست.
وی در سال ۱۳۹۱ به عنوان بازیگر رادیویی به جمع بازیگران برنامه‌های طنز کوی نشاط و دلخنده ساخته دفتر طنز رادیو ایران پیوست.

### بازیگری

#### تئاتر
پدر وی با عزت‌الله انتظامی آشنا بود و ناهید امیریان به پیشنهاد وی برای بازی در تئاتر دعوت شد. وی در کنار دوبله و در سن ۱۲ سالگی با انتظامی و علی نصیریان و در تئاتر شاه عباس و مرد پینه‌دوز همبازی شد.

#### فیلم
زیر گنبد کبود (۱۳۴۶)

## صداپیشه/صدا بازیگر

### ویژگی
ناهید امیریان یک نمونه ویژه گرایی در عرصه دوبله است. وی به اندرز هوشنگ لطیف پور از ابتدای کار دوبله صدای خود را برای نقش گویی به جای بچه‌ها پرورش داد. او تاکنون به جای دختر بچه‌ها، پسر بچه‌ها، دخترها و پسرهای نوجوان، دخترها و شخصیت‌های کارتونی بویژه قهرمان‌های کودک کارتونی (سندباد، بامزی، موگلی و …) به گویندگی پرداخته‌است.

### نقش‌ها
وی در نقش‌هایی به‌یادماندنی در فیلم‌های الیور توئیست به‌جای الیور (جان هاوارد دیویس)، اشکها و لبخندها به‌جای گرتِل (کیم کاراث)، جن‌گیر به‌جای ریگن (لیندا بلر)، دختر خداحافظی به‌جای لوسی (کویین کامینگز)، کریمر علیه کریمر به‌جای بیلی کریمر (جاستین هنری)، قهرمان به‌جای تی‌جی (ریکی شرودر)، سریال خانه کوچک به‌جای لورا اینگلز (ملیسا گیلبرت) و در فیلم‌های فارسی نیز بیشتر به‌جای کودکان بازیگر، مانند لیلا فروهر در سلطان قلب‌ها، حرف زده‌است.
همچنین در پویانمایی‌های کلاسیک والت دیزنی مانند کتاب جنگل (موگلی)، گربه‌های اشرافی (ماری)، رابین هود (خرگوش کوچک)، پینوکیو (جینا) و… گویندگی کرده‌است.
در میانه دهه ۵۰ گویندگی درخشانی بجای سندباد در کارتون ماجراهای سندباد به سرپرستی ناصر ممدوح و غلامعلی افشاریه داشت. پس از انقلاب صدای ناهید امیریان به‌جای شخصیت‌های اصلی بسیاری از کارتون‌های خاطره‌انگیز دهه شصت خورشیدی شنیده شد، مانند هاچ (هاچ زنبور عسل)، خرس مهربون (پسر شجاع)، جینا (پینوکیو)، موشکا (میشکا و موشکا)، بنر (سنجاب کوچولو)، نِل (دختری به نام نِل)، فلون (خانواده دکتر ارنست)، سباستین (بل و سباستین)، لوسی‌می (مهاجران)، آنِت (بچه‌های کوه آلپ)، و بامزی (بامزی قوی‌ترین خرس دنیا).

#### نقش‌های سینمایی و تلویزیونی
| شخصیت              | بازیگر                | اثر                        | نکات                                                                              |
| ------------------ | --------------------- | -------------------------- | --------------------------------------------------------------------------------- |
| گرتل               | کیم کارات             | اشک‌ها و لبخندها            | ساخته رابرت وایز (۱۹۶۵)- سرپرست گویندگان: علی کسمایی                              |
| جین بنکس           | کرن دوتریس            | مری پاپینز                 | ساخته رابرت استیونسون (۱۹۶۴) - والت دیزنی- سرپرست گویندگان: ابولحسن تهامی         |
| الیور تویست        | جان هاوارد دیویس      | الیور تویست                | ساخته دیوید لین (۱۹۴۸)                                                            |
| بانی باتلر         | کیمی کینگ             | بربادرفته                  | دختر رت و اسکارلت                                                                 |
| برونو ریچی         | انزو استایولا         | دزد دوچرخه                 | ساخته ۱۹۴۸ ویتوریو دسیکا                                                          |
| رودی بارتولی       | گوردون گبرت           | مشعل و کمان                | ساخته ژاک تورنر (۱۹۵۰)                                                            |
| گِرِگ (پسر مانی)     | رابرت اِسِن             | مرد اشتباهی                | ساخته هیچکاک ۱۹۵۶ آمریکا                                                          |
| پسر کوچک           | رونالدو بوناچی        | راه بزرگ آبی               | فیلم ایتالیایی (۱۹۵۷) - پسر کوچک ماهیگیر (ایو مونتان)                             |
| پولیانا            | هیلی میلز             | پولیانا                    | والت دیزنی ۱۹۶۰                                                                   |
| دونا               | دونا باتر ورث         | جواهرات خانوادگی           | فیلم کمدی ساخته جری لوئیس (۱۹۶۵)                                                  |
| لوسی               | کوئین کامینگز         | دختر خداحافظی              | کمدی درام آمریکایی (۱۹۷۷)                                                         |
| جمیما پاتس         | هیتر ریپلی            | چیتی چیتی بنگ بنگ          | فیلم موزیکال (۱۹۶۹) انگلستان                                                      |
| دانیل              | مارک لستر             | آهنگ (ملودی)               | ساخته ۱۹۷۱ انگلستان                                                               |
| کاری               |                       | تخت خواب سحر آمیز          | ساخته ۱۹۷۱                                                                        |
| جیمی               | کیت گیلمن             | پرستار بچه                 | ساخته ۱۹۵۵                                                                        |
| کریستی باکستر      | شارون ویلیامز         | حالا نگاه نکن              | ساخته ۱۹۷۳                                                                        |
| ریگن               | لیندا بلر             | جنگیر                      | ساخته ویلیام فرد کین (۱۹۷۳)                                                       |
| بیلی               | جاستین هنری           | کریمر علیه کریمر           | ساخته ۱۹۷۹ آمریکا                                                                 |
| تی جی فلین         | ریکی شرودر            | قهرمان                     | درام ورزشی، ساخته آمریکا (۱۹۷۹)، سرپرست گویندگان: حسین معمارزاده                  |
| باربارا            | سیبل جیسون            | اومالی بزرگ                | ساخته آمریکا ۱۹۳۷                                                                 |
| کودکی ویجی         | مستر راوی             | قانون                      | ساخته هندوستان ۱۹۸۲ - سرپرست گویندگان: خسرو خسروشاهی                              |
| گرتی (خواهر الیوت) | درو بریمور            | ای تی، موجود فرازمینی      | ساخته ۱۹۸۲ استیون اسپیلبرگ                                                        |
| سالواتوره (توتو)   | سالواتوره کاشو        | سینما پارادایس             | ساخته ۱۹۸۳ ایتالیا - کودکی سالواتوره                                              |
| لورا اینگلز        | میسا گیلبرت           | خانه کوچک                  | سری‌های دوبله شده در میانه دهه ۵۰ خورشیدی (سریال تلویزیونی آمریکایی دهه ۷۰ میلادی) |
| جویی               | براندون دی وایلد      | شین                        | ساخته آمریکا ۱۹۵۳- دوبله سوم به سرپرستی علی کسمایی                                |
| آدام               | دانیل و جاشوا شالیکار | بچه را بزرگ کردم           | ساخته ۱۹۹۲ آمریکا - سرپرست گویندگان: مریم شیرزاد                                  |
| هالی               |                       | ما آب رفتیم                | ساخته ۱۹۹۷ آمریکا - سرپرست گویندگان: سعید مظفری                                   |
| الی (کودکی)        | جنا مالون             | تماس                       | ساخته ۱۹۹۷                                                                        |
| دیوید کاپرفیلد     | دانیل رادکلیف         | دیوید کاپرفیلد             | ساخته ۱۹۹۹ سایمون کرتیس                                                           |
| لوسی               | جورجی هنلی            | سرگذشت نارنیا              | قسمت یکم (شیر، کمد و جادوگر) - سرپرست گویندگان: ناهید امیریان                     |
| الیور تویست        | بارنی کلارک           | الیور تویست                | ساخته رومن پولانسکی (۲۰۰۵)                                                        |
| جونی کورتز         | دانیل سابارا          | بچه‌های جاسوس               | ساخته ۲۰۰۲ و ۲۰۰۳ آمریکا                                                          |
| پسر ملوان          | مکس پیرکیس            | ناخدا و فرمانده            | ساخته ۲۰۰۳ پیر ویر                                                                |
| دنی                |                       | زادورا، یک ماجراجویی فضایی |                                                                                   |
| امیلی رُز           | ابیگیل برسلین         | هدیه نهایی                 | ساخته ۲۰۰۶ آمریکا                                                                 |
| کریستوفر           | جیدن اسمیت            | در جستجوی خوشبختی          | ساخته ۲۰۰۶ آمریکا                                                                 |
| اما                | ال فانینگ             | جاده رزرو                  | ساخته ۲۰۰۷ آمریکا                                                                 |
| الیور تویست        | ویلیام میلر           | الیور تویست                | ساخته ۲۰۰۷ بریتانیا                                                               |
| نیم                | ابیگیل برسلین         | جزیره نیم                  | ساخته ۲۰۰۸ آمریکا                                                                 |
| کودکی جمال         |                       | میلیونر زاغه‌نشین           | ساخته ۲۰۰۸ هند و بریتانیا (دوبله مؤسسه)                                           |
| کودکی دستان        | ویلیام فاستر          | شاهزاده پارس: شن‌های زمان   | ساخته ۲۰۱۰ آمریکا - سرپرست گویندگان: ناهید امیریان                                |
| مگان               | مردیت دروگر           | اقدامات فوق‌العاده          | ساخته ۲۰۱۰ آمریکا                                                                 |
| پیپ (کودکی)        | داگلاس بوث            | آرزوهای بزرگ               | ساخته ۲۰۱۱ انگلیس (مینی سریال)                                                    |
| کودکی ساهر و سامر  |                       | موج ۳                      | ساخت هندوستان - ۲۰۱۳ - سرپرست گویندگان: شهلا ناظریان                              |
| موگلی              | نیل ستی               | کتاب جنگل                  | ساخته آمریکا ۲۰۱۶ - سرپرست گویندگان: زهره شکوفنده                                 |
| سیتا (دختر بچه)    |                       | آقای قورباغه               | ساخته ۲۰۱۶ هلند                                                                   |
| سی                 | سوفی تاچر             | چشم‌انداز                   | ساخته آمریکا ۲۰۱۸ - سرپرست گویندگان: ناهید امیریان                                |
| موگلی              | روهان چاند            | موگلی                      | ساخته آمریکا و انگلستان، ۲۰۱۸                                                     |
| کوزت/ گاوروش       |                       | بینوایان                   | ساخته بریتانیا ۲۰۱۸                                                               |

##### سایر فیلم‌ها و سریال‌های خارجی
- مردی از آران ساخته رابرت فلاهرتی (۱۹۳۴)/ پسر بچه
- سریال ماری کوری (دختر بچه/آنجیا)
- گاهی خوشی گاهی غم - کودکی پوجا شارما (مالویکا راجج)
- ام (۱۹۳۱) فریتز لانگ- دختر بچه دوم
- مرد هزار چهره (۱۹۵۷)- دختر بچه
- پیتر پن (۲۰۰۳) - مایکل
- هدیه نیکلاس[۱۱] (۲۰۱۲) - مدیر دوبلاژ: بهرام زند
- مردی که به زانو درآمد (۱۹۸۰ - ایتالیا) - دختر نینو
- دوئل (سرجیو نیکولائسکو) - نقش‌های گوناگون بچه
- ماجراهای هاکلبری فین (۱۹۹۳) - الیجا وود/ هاک
- جواهری در قصر (۲۰۰۳)[۱۲] - کودکی یانگوم/دختر یانگوم - مدیر دوبلاژ: زهره شکوفنده
- دونگ‌یی - کودکی دونگ‌یی[۱۳]
- فرار نیمه شب (۱۹۸۸) - پسر بچه
- هدیه ای برای آقای تومی - تامس
- بازگشت پسرها - آرتی
- دانش آموز جدید - دیوید
- دنیا با بدی کمتر - بِپا
- زرافه کوچک من - پترسون
- پسر رئیس - مت
- جنگ با بابا بزرگ (۲۰۲۰)- پیتر[۱۴]

#### نقش‌های کارتونی
صدای ناهید امیریان برای چندین نسل یادآور شخصیت‌های خاطره‌انگیز کارتونی است. بویژه پس از انقلاب صدای ناهید امیریان به‌جای شخصت‌های اصلی بسیاری از کارتون‌های بیادماندنی دهه شصت خورشیدی شنیده می‌شود.
| شخصیت                                 | اثر                                          | نکات                                                                 |
| ------------------------------------- | -------------------------------------------- | -------------------------------------------------------------------- |
| سندباد                                | ماجراهای سندباد                              | ساخته ۱۹۷۵ – ۱۹۷۶ ژاپن سرپرست گویندگان: ناصر ممدوح و غلامعلی افشاریه |
| بامزی                                 | بامزی                                        | ساخته ۱۹۶۶ سوئد سرپرست گویندگان: ژاله علو                            |
| هاچ                                   | هاچ زنبور عسل                                | ساخته ۱۹۷۰ ژاپن                                                      |
| بنر                                   | سنجاب کوچولو                                 | ساخته ۱۹۷۹ ژاپن سرپرست گویندگان: امیرهوشنگ قطعه‌ای                    |
| لوسی‌می                                | مهاجران                                      | ساخته ۱۹۸۲ ژاپن سرپرست گویندگان: صادق ماهرو                          |
| فلون                                  | خانواده دکتر ارنست                           | ساخته ۱۹۸۱ ژاپن سرپرست گویندگان: مهدی علیمحمدی                       |
| جینا                                  | ماجراهای پینوکیو                             | ساخته ۱۹۷۶ ژاپن سرپرست گویندگان: نصرت‌الله حمیدی                      |
| سباستین                               | بل و سباستین                                 | ساخته ۱۹۸۱ – ۱۹۸۲ ژاپن سرپرست گویندگان: صادق ماهرو                   |
| موشی                                  | موش کوهستان                                  | ساخته ۱۹۷۳ ژاپن سرپرست گویندگان: مهدی علیمحمدی                       |
| نِل                                    | دختری به نام نل                              | ساخته ۱۹۷۹ – ۱۹۸۰ ژاپن سرپرست گویندگان: امیرهوشنگ قطعه‌ای             |
| آنت                                   | بچه‌های کوه آلپ                               | ساخته ۱۹۸۳ ژاپن سرپرست گویندگان: هوشنگ مرادی                         |
| پینوکیو                               | پینوکیو                                      | ساخته ۱۹۴۰ والت دیزنی سرپرست گویندگان: ژاله علو                      |
| لی لی بیت و یکی از پسرها              | الیور و داجر هنرمند                          | ساخته ۱۹۷۲ آمریکا - هانا باربرا                                      |
| دختر بچه/ جوجه اردک                   | ماجراهای ساتورنن                             | ۱۹۷۰–۱۹۶۵ ساخت فرانسه                                                |
| جفری (بچه غاز) و نقش‌های دیگر          | دنیای شارلوت                                 | ساخته ۱۹۷۳ آمریکا                                                    |
| پنی (دختر بچه)                        | نجات‌دهندگان                                  | ساخته ۱۹۷۷ والت دیزنی                                                |
| کوزت                                  | بینوایان                                     | ساخت ژاپن                                                            |
| میلا (بچه مورچه‌خوار)                  | دهکده حیوانات                                | ساخته ۱۹۷۹ – ۱۹۸۰ ژاپن سرپرست گویندگان: ژاله علو                     |
| بمبی (آهوی کوچک)                      | بمبی                                         | ساخته ۱۹۴۲ والت دیزنی سرپرست گویندگان: خسرو خسروشاهی                 |
| موگلی                                 | کتاب جنگل                                    | ساخته ۱۹۶۷ والت دیزنی سرپرست گویندگان: ابوالحسن تهامی                |
| مری                                   | گربه‌های اشرافی                               | ساخته ۱۹۷۰ والت دیزنی سرپرست گویندگان: ژاله علو                      |
| خرگوش کوچولو                          | رابین هود                                    | ساخت ۱۹۷۳ والت دیزنی سرپرست گویندگان: احمد رسول‌زاده دوبله دوم        |
| جک                                    | جک و لوبیای سحر آمیز                         | ساخت ۱۹۷۴ ژاپن دوبله نخست                                            |
| موشکا                                 | بچه خرس‌های قطبی (میشکا و موشکا)              | ساخته ۱۹۷۹ ژاپن سرپرست گویندگان: ناصر طهماسب                         |
| ووک (در کودکی)                        | ووک: روباه کوچک                              | ساخته ۱۹۸۱ مجارستان سرپرست گویندگان: عزت‌الله مقبلی                   |
| دوروتی (آرزو)                         | جادوگر شهر اُز (در ایران: «آرزو و شیطون شاه») | ساخته ۱۹۸۲ ژاپن - آمریکا سرپرست گویندگان: ژاله علو                   |
| باربالالا (باربای سبز رنگ موسیقی دان) | بارباپاپا                                    | کارتون دهه ۱۹۷۰ میلادی ساخت فرانسه سرپرست گویندگان: امیرهوشنگ قطعه‌ای |
| شاهزاده ادوارد                        | شاهزاده و گدا                                | کارتون قدیمی ژاپنی                                                   |
| هانا                                  | داستان اسباب بازی                            | ساخته ۱۹۹۵ آمریکا - سرپرست گویندگان: فریبا شاهین مقدم                |
| مامفی (بچه فیل)                       | مامفی                                        | نمایش عروسکی (دهه ۷۰ میلادی)                                         |
| خرس مهربون                            | پسر شجاع                                     | ساخته ۱۹۷۵ ژاپن سرپرست گویندگان: غلامعلی افشاریه                     |
| سوفی                                  | غول بزرگ مهربان                              | کارتون بریتانیایی ۱۹۸۹                                               |
| سُرا                                   | دیجیمون                                      | کارتون ساخته ۱۹۹۹ ژاپن                                               |
| دخترک کبریت فروش                      | دخترک کبریت فروش                             | نمایش عروسکی                                                         |
| ادی (آدم‌برفی)                         | سیزده آدم‌برفی کوچولو                         | نمایش عروسکی                                                         |
| زهره                                  | زهره و زهرا                                  | پویانمایی ایرانی                                                     |
| توییتی                                | توییتی                                       |                                                                      |
| دیانا باری                            | آن شرلی دختری با موهای قرمز                  | ساخته ۱۹۷۹ ژاپن سرپرست گویندگان: نصرالله مدقالچی                     |
| بانی                                  | داستان اسباب بازی ۴                          | ساخته ۲۰۱۹ آمریکا - سرپرست گویندگان: حامد عزیزی                      |
| و …                                   |                                              |                                                                      |

##### سایر پویانمایی و کارهای کودک
- اردک پر طلا - اردک (آلفرد)
- یوکی دختری از آسمان (کارتون ژاپنی) - هانا
- زمانی اینجا جنگل بود - مایکل
- یوگی - سیندی[۳]

#### سایر آثار

##### فیلم ایرانی
- پسرک (۱۳۵۵)[۳]
- پدر بزرگ (۱۳۶۴) - محمد
- بگذار زندگی کنم (۱۳۶۵) - کیوان
- ناخدا خورشید (۱۳۶۵) - دختر ناخدا خورشید[۵]
- حریم مهرورزی (۱۳۶۵) - پسر بچه (امید آهنگر)
- عقاب‌ها (۱۳۶۴) - دختر بچه
- گمشده (۱۳۶۴) - پسر بچه (سعید)

##### سرپرست گویندگان
- سرگذشت نارنیا (شیر، کمد و جادوگر)
- شاهزاده پارس، شن‌های زمان[۷]
- سینما پارادیزو[۳]
- چشم‌انداز
- مومیایی ۱۹۹۹[۱۷]
- بازگشت مومیایی ۲۰۰۱[۱۷]
- سرزنده در ۱۰۲ سالگی[۱۸]

## پاسداشت
در جریان سی و یکمین جشنواره بین‌المللی فیلم کودک و نوجوان در سال ۹۷ (اصفهان) گردهمایی پاسداشتی برای ناهید امیریان با حضور گویندگان برجسته عرصه دوبله مانند ژرژ پطرسی، مینو غزنوی، تورج نصر، ظفر گرایی، شهروز ملک آرایی، جواد پزشکیان، منوجهر اسماعیلی، مهین برزویی و .. در فرهنگسرای ابن سینا برگزار گردید و از فیلم سرگذشت وی با نام «ستاره ناهید» رونمایی شد.